# Hayashi Gonsuke (diplomate)
Hayashi Gonsuke (diplomate) est un nom japonais traditionnel ; le nom de famille (ou le nom d'école), Hayashi, précède donc le prénom (ou le nom d'artiste).

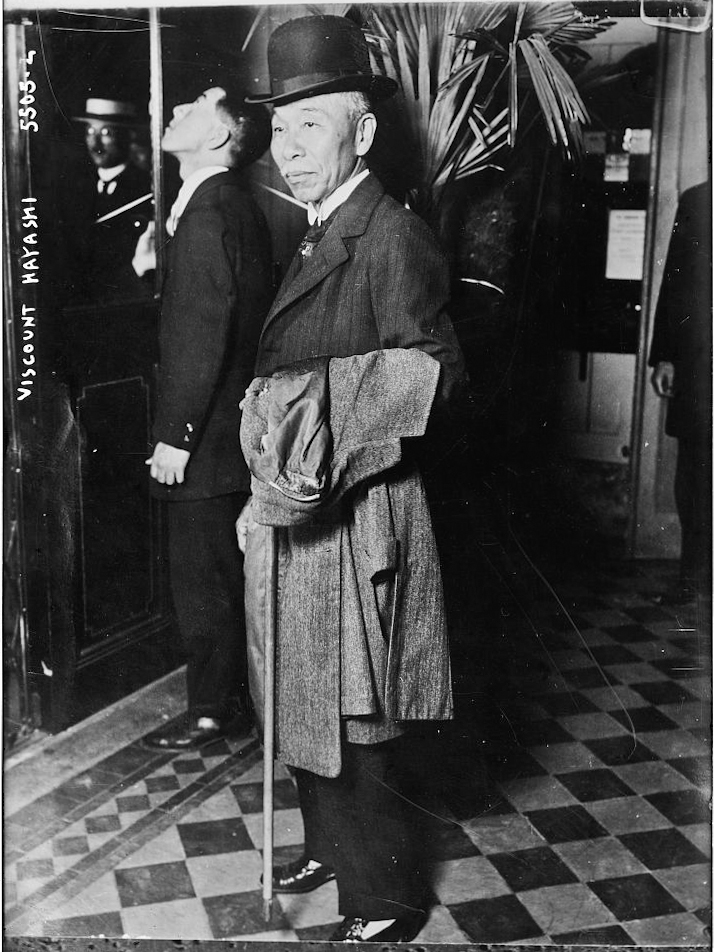
Hayashi Gonsuke

Le baron Hayashi Gonsuke (林 権助), né le 23 mars 1860 au  domaine d'Aizu et décédé à l'âge de 79 ans le 27 juin 1939 à Tokyo, est un diplomate japonais.

## Biographie
Né au domaine d'Aizu (actuelle préfecture de Fukushima), Hayashi est le petit-fils de Hayashi Yasusada (aussi connu sous le nom de Hayashi Gonsuke), un chef samouraï qui combattit pour le shogunat Tokugawa durant la guerre de Boshin de 1867-1868. En 1867, son grand-père et son père sont tous les deux tués au combat à la bataille de Toba-Fushimi, laissant Gonsuke se retrouver à la tête de la famille Hayashi à l'âge de sept ans. Malgré ce jeune âge, il reçoit un grade militaire et est assigné à un poste de défense au château d'Aizuwakamatsu durant la bataille d'Aizu. Après la défaite des forces d'Aizu et l'établissement du gouvernement de Meiji, Hayashi et beaucoup d'autres membres de son clan, sont envoyés au nouveau domaine de Tonami (actuel nord de la préfecture d'Aomori). Néanmoins, après une période passée dans cette région, il attire l'attention d'un officier du domaine de Satsuma, qui avait connu son grand-père à Kyoto durant la période du kōbu gattai (entente entre le shogunat et la cour impériale), et Kodama emmène le jeune Hayashi et sa mère vivre à Tokyo. Kodama meurt plus tard dans la rébellion de Satsuma de 1877.
Hayashi sort diplômé de l'université impériale de Tokyo et obtient un poste au ministère des Affaires étrangères en 1887. Après avoir servi comme consul aux missions diplomatiques japonaises de Chemulpo en Corée et de Shanghai en Chine, il devient secrétaire à l'ambassade du Japon de Londres puis de Pékin. Pendant cette période en Chine, il aide Liang Qichao dans sa fuite et lui permet de s'exiler au Japon après que le « coup d'État de 1898 » ait mis fin à la réforme des Cent Jours. Les services de Hayashi sont très appréciés par Katō Takaaki qui le nomme directeur du bureau des Communications du ministère des Affaires étrangères en 1899.
Durant la guerre russo-japonaise, Hayashi est l'ambassadeur du Japon au royaume de Corée,, et signe le traité nippo-coréen de 1904 (en) le 23 février qui accorde à l'armée impériale japonaise une liberté d'action totale dans la péninsule Coréenne. Ce traité est suivi par l'accord nippo-coréen d'août 1904 (en) et le traité d'Eulsa qui fait de la Corée un protectorat de l'empire du Japon. Hayashi est récompensé en recevant le titre de baron (danshaku) selon le système de pairie kazoku. Il est ensuite nommé ambassadeur du Japon en Italie en 1908.
Durant la Première Guerre mondiale, Hayashi est ministre plénipotentiaire en Chine. En 1919-1920, il est le premier gouverneur civil du territoire du Guandong. En 1920, il est réassigné à Londres avant de faire partie de la délégation japonaise envoyée à l'assemblée de la Société des Nations à Genève en 1921. Hayashi devient ensuite ambassadeur au Royaume-Uni de 1920 à 1925 et représente le Japon à la conférence de Gênes de 1922.
Hayashi devient ensuite membre du Conseil privé de 1934 jusqu'à sa mort en 1939. Sa tombe se trouve au cimetière d'Aoyama à Tokyo.

## Source de la traduction
- (en) Cet article est partiellement ou en totalité issu de l’article de Wikipédia en anglais intitulé « Hayashi Gonsuke (diplomat) » (voir la liste des auteurs).